# Macriana Maior
Macriana Maior (łac. Diocesis Macrianensis Maior) – diecezja historyczna w Cesarstwie rzymskim w prowincji Byzacena, współcześnie w Tunezji. Obecnie katolickie biskupstwo tytularne.

## Biskupi tytularni
| Lp. | Biskup                  | Funkcja                                      | Od                | Do               |
| --- | ----------------------- | -------------------------------------------- | ----------------- | ---------------- |
| 1   | Julijans Vaivods        | administrator apostolski Rygi (ZSRR)         | 10 listopada 1964 | 24 maja 1990     |
| 2   | Pier Giorgio Micchiardi | biskup pomocniczy Turynu (Włochy)            | 21 grudnia 1990   | 9 grudnia 2000   |
| 3   | Sebastian Adayanthrath  | biskup pomocniczy Ernakulam-Angamaly (Indie) | 4 lutego 2002     | 30 sierpnia 2019 |
| 4   | Antony Kariyil          | biskup pomocniczy Ernakulam-Angamaly (Indie) | 30 sierpnia 2019  |                  |